# 5·30 담화
5·30 담화 또는 5·30 경제 개혁 조치는 8·15 경제개혁조치 이후로 나온 경제개혁조치이며 특히 이때 박봉주가 총리가 된 후에 벌어진 경제개혁조치이다.

## 개요
조선민주주의인민공화국은 2009년 화폐 개혁이 실패한 이후 2011년 하반기부터 다시 경제 개혁 준비에 착수한 것으로 알려지고 있으며 우선 2010년 8월 박봉주를 당경공업부 제1부부장으로 복권하였고, 김정일 급사를 전후해서는 내각에 로두철 부총리 겸 국가 계획 위원장을 팀장으로 하는 경제 관리 개선 TF를 꾸려 개혁‧개방 문제를 연구하기 시작하였다.
박봉주의 복권과 함께 2011년부터 조신민주주의인민공화국에서 경제 관리 개선에 대한 논의가 증가하기 시작하였으며 우선 김정은은 1월 조선민주주의인민공화국 노동당 간부들과 가진 담화에서, 경제 부문 일꾼이나 경제 학자들이 경제 관리 개선책을 내놓으면 누군가가 자꾸 자본주의적 방법이라고 비판하는 풍토가 있다고 지적하였고 비판만 하고 있어서는 경제 관리 방법을 현실에 맞게 개선할 수 없다고 밝혔다.
그리고 금기 없는 논의를 통해 현실에 맞는 경제 개선책을 찾을 것을 지시했으며 이것이 바로 조선민주주의인민공화국은 5대 개혁안을 걸쳐서 2014년 5월 30일날 공포를 하게 되는데 이때 개혁안을 발표한 것은 재정 개혁과 독립 채산제, 포전 담당 책임제, 무역 개혁안과 그리고 금융 개혁안을 발표를 하게 되었다.

## 기관 - 기업소 개혁 과정

### 기업소 계획 과정
기업소에 하달되는 지표는 중앙지표, 성 및 관리국 지표 등으로 구성되어 있었는데, 새로운 법 체계에서는 중앙지표의 수를 30%로 줄이고, 성 및 관리국 지표를 폐지하였으며, 기업소 지표인 액상지표를 도입하였다.
관련 법규는 계획지표를 중앙지표, 지방지표, 기업소지표로 구분한 인민경제계획법 제13조와 기업에 계획권을 부여하여 계획 수립 과정에서부터 기업의 권한을 확대한 기업소법 제31조이다.
국가계획위원회에서 계획화하는 지표는 전략지표와 중요지표인 중앙지표와 전략지표는 전력, 석탄, 지하자원과 강철, 시멘트와 곡물 등 36개 지표이며, 국가적인 중요지표는 17만 개 지표중 1,100개이다.
전략지표와 중요지표를 제외한 지표는 기업소 지표인 액상지표인데, 기업소 지표는 지표 수로 전체 지표의 70%에 해당한다.
생산에 필요한 원료와 자재를 중앙지표는 국가계획위원회에서, 지방지표는 지방인민위원회에서 책임지고 공급하는 것을 원칙으로 해야 하면서도 기업이 계획 수행 과정에서 필요한 원료와 자재를 충분히 공급받지 못하였을 때에는 계획을 완수하지 못한 것에 대해서 기업이 책임지지 않는다.
계획 수행 평가에서도 국가가 공급하지 못한 원료, 자재에 대해서는 그 공급 정도에 따라 평가한다는 것이다.

### 자금 조달권 및 국가 예산 관련 개혁
2011년에 개정된 국가 예산 수입법에서 국가 예산 수입 항목의 기본 골격이 2001년 이전과 거의 유사하게 변경되었으며 7.1 경제개혁조치 이후에 합쳐졌던 법인세와 부가가치세가 다시 분리 되었고, 주민들의 시장 사용료를 주요 원천으로 하는 기타 개인 소득 납부금이 새롭게 추가되었다.
국가 예산 수입법의 개정 내용이 발표될 당시에는 이전 제도로의 회귀 정도로 받아 들여졌으며 그러나 2014년 이후 예산 관련 법제의 개정 내용이 알려지면서, 실제 내용 면에서 2001년 이전 제도와는 완전히 구분되는 제도 변화라는 사실이 밝혀지게 되었다.
대부분 70%의 매출액을 국가로부터 납부하고 남은 30%의 자금을 자체 충당할 수 있는 기준을 마련을 하고 있음을 알수가 잇고 특히 감가 상각금은 국가 투자를 제외한 나머지 납부를 하지 않도록 규정하고 있다.
2014년 9월에 기업체 주민 유휴 화폐 동원 이용 세칙을 제정하여, 기업이 공식적으로 돈주들이 가지고 있는 화폐를 조달할 수 있도록 합법화를 하였고 특히 경상운영을 위한 자금을 확보하는 것에 대한 규정이다.
현재 이 방식으로 투자 받은 기업소들이 상당히 많으며 특히 아리랑 정보 기술 교류사나 그러한 일부 계획형 기업에도 투자를 받았으며 특히 은행에 자금을 예치함으로써 은행이 기업에게 넘겨줌으로 특히 영향력을 크게 감소할 수 있는 기반을 담은 규정으로 알려져 있으며 특히 위험 요소도 크게 감소할 수 있는 투자 방식으로 알려져 있다.

### 소득 분배권 및 현금 유통 관련 개혁
종래에는 임금을 엄격한 기준에 의해서 지급하고, 기업이 자금이 있어도 매우 제한적인 조건하에서만 상금이나 장려금을 줄 수 있었으며. 그러나 확대된 재정관리권하에서 내부 시행세칙에 따라 기업이 자체적으로 노동자에게 임금, 상금이나 장려금을 지급할 수 있도록 하였다. 
특히 현금 계좌에 해당된 현금이 있으면 제한 없이 지불할 수 있도록 변경하였으며 특이한 점은 2015년 교육자료에 의하면 국가가 부문별 최저노동보수 목표를 제시하고, 기업들에는이 최저 기준보다 높은 노동보수지급 목표를 제시하고, 이행하도록 노력할 것을 요구하고 있다는 점이다. 
부문별 월 최저노동임금 목표는 석탄 공업 18만 5,000원, 전력 공업 14만 8,000원, 금속 공업 16만 1,000원, 화학 공업 15만 5,000원, 수산부문 10만 5,000원, 체신 및 경공업 부문 9만 7,000원 등이다.
우선, 종래에는 화폐 유통법 시행 규칙에 기업이 생산과 경영활동에 필요한 현금을 이용하는 경우 월 2만원을 초과할 수 없다고 규정하고 있었으나 중앙은행 지시의일부 내용을 수정 보충하면서 ‘물자 구입 자금 지출과 관련하여 기업소가 현금계좌를 가지고 있는 경우 그 범위에서 신청한 금액만큼 지불할 수 있다고 수정하였다. 
기업은 은행에 하나의 기본 계좌를 개설하고, 이 기본 계좌를 통하여 기업경영과 관련된 수입과 지출 업무를 처리하도록 하였으며 이 기본계좌는 원칙적으로 국가계획 수행과 관련된 현금과 무현금만을 취급하도록 되어 있으며, 따라서 국가계획과 직접적으로 연결되지 않는 자재의 구입, 상품의 판매 등과 관련된 현금은 기본계좌를 사용할 수 없도록 되어 있다. 
이에 따라 8.3 작업반이나 기업소 제품의 시장 판매 등으로 벌어들인 돈은 은행 밖에서만 유통될 수밖에 없으며, 이러한 거래는 기본적으로 불법적인 거래가 된다. 
현금 계좌 제도는 기업의 현금거래를 기본적으로 인정하고, 기본 계좌에서 처리하기 어려운 다양한 현금거래를 가능하도록 함으로 기업의 화폐경제활동을 촉진하기 위한 제도이다. 
이에 따라 기업은 기본계좌 외에 생산과 경영활동 과정에서 이루어지는 내화 현금과 외화를 거래 은행에 입금하고, 이용할 수 있는 보조 계좌로서 현금 계좌와 외화 계좌를 요구에 따라 개설할 수 있게 되었다.

### 생산 조직권 및 고정 자산 관련 개혁
생산 조직권은 노동자를 줄이거나 늘리며, 노동자를 새로 받아들이거나 내보내는 권한을 의미하는데, 시장경제에서의 통상적인 고용과 해고의 권한과는 내용이 다르다.
북한 국영기업에서 노동자를 내보내는 것은 해고하는 것이 아니라 이 노동자를 받을 의사가 있는 다른 국영기업에 노동자를 보내는 것을 의미한다고 한다. 
이런 점에서 기업에 생산 조직권을 부여하였다는 것은 개별적인 노력이 불필요하거나 남을 때에 기업 상호간에 합의하여 노력을 내보내거나 받아들이는 조절 사업을 할 수 있도록 하였다.
이전에도 기업 사이에 노동자를 주고받는 것은 가능하였지만 다만 노동행정기관의 승인을 받는 등 절차가 매우 복잡하였는데 이제 노동자를 주고받는 기업 간에 합의만 이루어지면 노동행정기관이 생산 파견장을 발급해 주도록 제도를 간소화하였다.
기업이 매각하거나 임대할 수 있는 고정자산은 기업의 모든 고정자산이 아니라 기업의 자체자금으로 설치된 고정자산에 한정된 것으로 국가자금으로 설치된 고정자산의 경우 그 처분권은 국가에 있다. 
생산을 위한 자재나 생산된 제품 등 유동자산뿐만 아니라 설비와 같은 고정자산에 대해서도 투자 재원에 따라서 재산권에 일정한 차이를 두는 것이다.

## 서비스 부문 개혁 과정

### 운수 부문 과정
시외버스나 택시의 같은 경우 도나 시, 군 인민위원회 운수 사업부의 형태로 시외버스 회사를 운영하는 것이며 자신이 축적한 자금이나 사금융을 통하여 조달한 자금으로 중국 등으로부터 버스를 확보한 개인이 버스와 함께 이 운수 사업부 등에 소속되어 형식적으로 국가 기관에 의하여 공급된다.
하지만 실제 투자와 운영은 개인이 담당하는 서비스 공급이 이루어지는 것이며 국가 기관이 제도적 안전장치를 제공하고, 자금력과 운영 능력을 갖춘 개인이 이 제도적 안전장치를 활용하여 투자하고 운영하는 이 방식은 현재로써는 상당히 안정적이다.
국가는 이러한 형태를 통하여 재정자금을 투자하지 않고도 철도 서비스의 약화를 보완할 수 있는 시외버스 시스템을 구축할 수 있을 뿐만 아니라 운수 서비스로부터 발생하는 수익의 일부를 획득할 수 있다.
투자와 운영을 담당하는 개인의 입장에서는 서비스 공급 결과 발생한 수입의 일부를 배분하지만 투자 자산의 몰수나 형사적 징벌의 위험을 줄인 채 합법적으로 영업활동을 할 수 있게 된다.
택시도 시외버스와 유사한 형태의 공급 구조를 갖추고 있으며 개인이 영업 가능한 차량을 가지고 시 인민위원회나 기업소 소속으로 등록하는 형태를 취하고 있다.
시 인민위원회 운수사업소 등과 같은 수송 전문 회사의 형태를 취하는 경우도 있지만 이보다는 개별 기업, 기관에 등록된 차량의 형태를 취하는 경우가 더 많은 것이다.
시외버스와 다른 점은 공식적인 택시가 아닌 승용차의 경우 단거리 수송 서비스를 공급하기 위하여 개인이 차량을 공급하는 형태도 있지만 기관의 자금으로 승용차를 구입하여 기관 차량으로 등록하고 사실상 개인 차량으로 사용하는 경우도 있는 것이다.

### 상점 부문 및 식당 부문 과정
운수부문과 유사하게 국영기업이나 기관이 운영하는 공식적인 상점 혹은 식당으로 유지됨으로써 매점 매석과 같은 자본주의적 행태를 어느 정도 방지할 수 있고, 개인에게 지나치게 많은 자본이 축적되는 것도 방지할 수 있다는 점 등도 국가가 최소한 방치하는 이유의 하나가 되는 것이다.
개인이 운영하는 외화상점의 경우 상점의 인테리어나 물품의 구비 등을 위해서 수만 달러는 소요된다고 하며 한편 개별 상점 중에는 국가 재정이 투입되는 경우도 최근 늘어나고 있다.
국가가 아닌 기업이나 기관 단위에서 소규모 상점을 설치하고 여기에 개인이 판매를 하도록 함으로 일종의 매대 사용료를 받는 방식도 늘어나고 있으며 국가는 경공업 직장 등에 독자적인 매대를 운영할 수 있는 권한을 부여하는데 이들 경공업 직장에서 매대를 직접 설치하여 개인에게 사용권을 부여하기도 하고, 처음부터 개인이 매대를 설치하도록 하고 사용권을 받는 경우도 있다.

### 가내작업반 및 가내편의서비스 부문 과정
중앙상업지도기관과 지방정권기관은 주민지역의 특성과 주민의 수요에 맞게 전문, 종합서비스망을 합리적으로 배치하며 서비스 업종을 실정에 맞게 정해주어야 한다고 되어 있으며 상점, 식당, 서비스업소를 운영하려는 해당 기관과 기업소 및 협동 단체는 해당 상업지도기관의 영업허가를 받아야 하며 영업활동을 정해진 질서대로 하여야 한다고 수록이 되어 있다.
지방정권기관과 편의봉사기관과 기업소 및 협동 단체는 편의서비스 가내작업반과 가내편의서비스직원을 널리 운영하여야 한다고 되어 있으며 편의서비스 가내작업반과 가내편의서비스직원의 조직과 배치는 상업지도기관이 하게 되어 있다.
국가계획기관과 무역기관, 해당 기관은 편의서비스용 자재와 부속품을 계획에 맞물려 보장하고 상업지도기관은 편의서비스용 자재, 부속품을 정상적으로 공급하여야 한다고 되어 있어 현재 가내작업반이 서로 무역을 하며 자재를 공급받을 수 있도록 법적으로 허용이 되어 있다.
편의서비스업소 소속의 서비스 공급자는 사업소를 통해 국가로부터 액상계획을 하달받으며 노동자는 통상 월 수만 원의 수입을 계획이라는 명목으로 사업소를 통하여 국가에 납부하면 기본적인 책무가 완료된다.
편의서비스업소에 소속되어 있고, 이 사업소에 부과되는 각종 의무를 져야 한다는 점과 그리고 형식적으로 월급을 받는다는 점 등 노동자로서의 성격이 어느 정도 남아있지만 계획수행분과 서비스 공급을 위한 비용을 제외한 잔여 수입금을 개인이 가진다는 점은 개인 사업가의 성격도 강하게 지니게 되었다. 
편의서비스업소에서 공급되는 서비스가 시장 서비스로 바뀐 것은 서비스를 공급하는 노동자의 성격 변화를 통하여 이루어진다.
자동차나 오토바이 등은 편의서비스업소의 형태가 아니라 독자적인 수리사업소의 형태로 운영되고 있는데, 운영되는 방식은 편의서비스업소와 대동소이하고 자동차 수리 등의 경우에는 상대적으로 비용이 많이 들고, 기술이나 부품 조달 능력 등이 차이가 크기 때문에 대도시 등에서 주로 이루어지는 것이다.
가내수공업자에는 세 부류가 있으며 기업에 8.3 노동자로 등록한 자, 가내작업반에 등록한 자, 무등록자가 있으며 여기서 가내작업반에 등록하고 사적활동을 하는 경우가 적은 납부금으로 자유를 얻을 수 있어 가장 인기가 높다.
조선민주주의인민공화국 여성에게는 협동조합이나 가내작업반에 소속되는 것이 자유를 얻는 최상의 대안으로 된다.
만약 몰래 가내수공업 생산을 한다면 작업자 고용이 많아야 7 - 8명밖에 안되겠지만 공장 가내작업반의 명의를 활용한다면 상황이 달라지며 실제로 개인이 식료 가공품 생산 시설과 인력을 운영하더라도 식료품 공장의 가내작업반 명의만 있다면 10명 이상을 고용할 수도 있다.
원자재를 가져다가 직접 물건을 제조하여 파는 것이 효과적이므로 개인이 직접 물건을 제조하는 가내작업반 작업을 선호하고 있으며 3 - 5명이 단체로 할 경우에는 자체적으로 가내작업반이라는 명칭을 만들어 동사무소에 신청하여 허가를 받는 등 별도의 가내작업반을 만들어 생필품을 제조하여 판매하고 있다.
별도의 가내작업반을 결성하는 이유는 법적, 행정적 문제 발생시 당국이 불법을 하였다고 잡지 못하게 함은 물론 문제 처리도 용이하기 때문이며 이들은 개인적으로 물건을 제조, 판매하는 대가로 당국에 이윤의 3 - 10%를 세금으로 납부해야 한다.
물건 제조시 제조 설비는 주로 인근의 사회주의 물자교류시장에서 구입한 설비를 사용하고 있으며 필요 원자재는 중국 수입품과 자체 조달품을 반반씩 섞어 활용하고 있다.

## 재정 부문 개혁 과정
김정은 집권 이후에 나타난 재정 제도의 주요한 변화는 대부분 기업소 재정과 관련되고 있으며 가장 중요한 제도적 변화는 국가 기업 이익금과 거래 수입금 납부의 기준이 되는 국가지표로서 기업소 지표가 새로 도입된 것이고 이와 관련된 법제는 2014년, 2015년에 개정된 기업소법과 2015년 개정된 인민경제계획법이다.
개정 인민경제계획법에 따르면, 종래에 구분이 없었던 계획 지표를 중앙지표, 지방지표, 기업소지표로 구분하고 있어 조선민주주의인민공화국 내부 교육 문건을 보면 국가 계획 위원회가 직접 작성하는 중앙지표는 전력, 석탄, 지하자원, 강철, 시멘트 등 전략적으로 중요한 생산물을 대상으로하여 전체 계획지표의 30% 수준으로 한정되고, 나머지 70% 정도는 기업이 자체적으로 작성하는 기업소 지표와 지방 지표이다.
사회 문화 사업비는 인민적 시책비의 항목에서 별도 항목으로 분리되었지만, 복지관련 지출 항목이 전체 예산 지출에서 차지하는 비중은 2012년 이후 지속적으로 축소되고 있다.
2012년 변경된 제도에서는 과거와 달리 초과 이윤이 발생하더라도 국가 납부 없이 기업 자체자금으로 활용하도록 변경한 것으로 보인다.

## 금융 부문 개혁 과정

### 현금 계좌 및 외화 계좌 개혁 과정
현금계좌는 특히 기업소들이 입금한 현금범위에서 큰 제한없이 인출할 수 있고 다른 기업소에 물품 대금을 송금할 수도 있으며 특히 기업소가 시장에서 물자를 구입한 후 현금으로 대금을 지급할 필요가 있을 때 기존에는 현금인출한도가 극히 제약되어 있었으나 2014년경부터는 대금 지급사유가 타당할 경우 신청금액 전부를 이용할 수 있는 것으로 완화되었다.
현금계좌의 개설절차도 2013년에는 예산소속에 따라 담당 상위 은행을 거쳐 중앙은행의 승인을 받아야 했던 것이 2014년부터는 기본 계좌가 개설된 해당 은행 지점의 자체 결정만으로 개설이 가능하도록 완화하는 등 단계적으로 제도 내용의 수정 및 개선이 이루어지고 있다.
현금계좌를 개설한 기업소는 경영과정에서 발생한 모든 현금을 화폐유통법시행세칙에서 정한 수입금 항목에 따라 현금계좌에 입금한다.
외화계좌의 외화를 사용할 상당한 이유가 있는 경우에는 협동환율을 사용하여 내화 현금으로 교환할 수 있으며 다만 외화계좌의 경우 외화 현금으로 출금하는 것이 아니라 송금에 의한 결제를 원칙으로 하고 현금으로 출금하는 경우 그 용도를 특정한 경우로 엄격히 제한하고 있으며 시장 환율에 근접한 협동 환율을 적용하여 내화현금과 교환은 허용하고 있다.

### 지방 상업 은행 개혁 과정
조선민주주의인민공화국의 지방에는 국영인 조선중앙은행 지점들이 설치돼 있으며 보통 중앙은행 도 은행이나 중앙은행 도지점으로 불린다. 
실제로 로동신문이 전한 전국재정은행 일꾼대회 토론자 중에는 중앙은행 함경남도 정평 지점 과장 중앙은행 평양시 대성지점 지배인 등 중앙은행 지점 간부들이 포함돼 있었다.
기사에 인용된 함경북도 은행은 중앙은행 지점이 아니라 새로운 지방상업은행 조직으로 추정되고 있으며 특히 함경북도 은행 총재라는 직함은 상당한 독립성을 인정받는 자리임을 시사해 주목된다. 
최근 우리 정부도 북한에 새로운 지방상업은행이 설립된 사실을 파악하고 배경을 분석 중인 것으로 알려졌다.

### 자금 대차 계약 개혁 과정
은행을 통한 주민 자금대차계약은 조선민주주의인민공화국이 이러한 상황을 타개하기 위해서 내놓은 일종의 타협책인 것이고 은행도 기업소와 마찬가지로 국유기관이지만 은행은 유휴화폐자금을 동원하기 위해 존재하는 기관이므로 주민이 소유한 자금을 흡수하는 데에 문제가 없다.
우선 돈주와 기업소는 자금대차계약을 맺고 은행은 이 과정에 제도를 준수하여 이루어졌는지 관리 감독하게 되고 계약이 성사되고 나면 자금이 돈주에서 기업소로 넘어가고 우선 돈주는 기업소에 대부해줄 자금을 은행에 예치하며 은행은 은행 소유가 된 자금을 기업소에 넘겨준다.
이러하게 되면 조선민주주의인민공화국으로 사유재산이 국유기업으로 이전되는 데 대한 정치적 부담이 상당히 완화되고 또한 개별 기업소는 모두 은행에 계좌를 갖고 있기 때문에 기업소가 돈주에게 자금을 반환하지 못하는 경우에 기업소 소유 자금을 압류 및 추심할 수도 있다.

## 종합시장 부문의 개혁 과정[26]
그런데 사회주의 물자 교류 시장 제도도 변화를 도모하고 있는 것으로 보이고 사회주의 물자 교류 시장은 계획 경제가 전면적으로 작동되던 시절부터 존재했는데, 이때에는 지정된 장소 없이 기업이 거래하려는 물자를 건당 문건으로 작성하여 국가 계획 위원회의 승인을 받아 거래하도록 되어 있었다.
그리고 거래는 국가 도매 가격으로 물물 교환 방식으로 이루어졌다.
그런데 사회주의 물자 교류 시장 운영 세칙에 따라 도 - 시 - 군에 실제로 사회주의 물자 교류 시장을 설치하여 운영하게 되었으며, 현금 거래도 가능하게 되었다.
소비재의 경우 보다 다양한 경로로 판매가 가능하여 기업이 판매권을 가지는 소비품, 생활 필수품, 소농기구 등은 도매 기관과 소매 기관 등 국영 유통망뿐만 아니라 시장, 직매점 등과 직접 계약하고 판매할 수 있도록 하였다.
특히 소비재를 생산하는 기업은 2012년 11월의 상업성 지시에 의해 시장에 기업의 매대를 설치하고, 생산한 제품을 직접 판매할 수 있게 되었다.
공장기업소는 자기가 위치한 지역 시장에 실정에 맞게 매대를 전개하며, 평양, 함흥, 청진시에서는 시안의 다른 구역 시장들에도 실정에 맞게 공장기업소 매대를 설치할 수 있도록 하였고 국영 소비재 기업이 종합 시장에 생산한 제품을 직접 판매할 수 있게 공식적으로 허용한 것이다.
포전 담당 책임제로 인하여 식량이 시장에 풀린 덕분에 기아 문제가 일시적으로 해소되어 시장 가격이 4,000원 내지 5,000원으로 급격히 떨어지고 있고 옥수수 가격도 1,200원으로 급락하여 물가가 많이 안정이 되었음을 알수가 있다.
아시아프레스는 2014년 10월 7일 북한 북부지역에 사는 취재협력자의 보고를 인용해 2014년 9월 말경부터 지역 당국이 양곡 판매소외 모든 곳에서 식량 판매를 금지했다고 전했는데 취재협력자는 당국의 이러한 조치와 관련해 이전 양곡수매를 대중화할 데 대한 당의 방침이 있었으며 이에 따라 개인의 여유 식량을 당국이 운영하는 양곡 판매소에 시장 가격보다 10% 정도 싸게 팔게 되어 있으며 현재는 식량의 유통과 판매를 모두 개인이 하고 있어 이런 조치가 취해졌다고 설명했다.
만약 강냉이 가격을 양곡판매소 가격으로 환산하면 2,500원을 10% 할인된 2,250원에 쌀 가격은 5,000원에서 10% 할인된 4,500원 정도에 팔라고 권유를 하고 있다.
현재는 가격이 많이 급락하여 거의 4.5배에서 3배까지 떨어지고 있으며 특히 시장가격의 10% 정도 할인된 가격에 팔라고 권유를 하고 있다.

## 무역 부문의 개혁 과정

### 무역 허가의 취득 과정[30]
북한에서 개별 경제단위가 대외무역을 하기 위해서는 무역영업허가를 얻어야 하며 종전에는 우선 무역회사를 설립하고 그 다음에 영업허가를 얻었으나 2015년부터는 무역회사를 설립하지 않고도 개별 기관, 기업소, 단체가 무역영업허가를 획득할 수 있게 되었다.
무역영업허가를 취득하기 위해서는 몇 가지 요건이 필요하다. 확실한 수출입 품목이 있어야 하고 해당 분야에서 북한에 투자를 하겠다는 중국 측 무역 파트너의 확약서 또는 계약서가 있어야 한다.
무역단위가 얼마만 한 자금 규모로 어떤 지표를 가지고 어떻게 수출입활동을 해서 어느 정도 수익을 거둘 수 있는지에 대한 경제적 타산서가 있어야 한다.
이러한 것들이 모두 구비된 조건하에서 해당 기관들의 승인을 얻어야 하며 대외경제성, 외무성, 국가안전보위부, 국가계획위원회 등의 단위로부터 합의를 획득한 다음에 김정은에게 보고를 올린다.
그리고 김정은이 비준을 하면 그 시점부터 대외무역 영업허가를 취득한 것으로 된다.

### 무역 계획의 작성 및 와크의 취득 과정
무역단위는 다음해 무역계획 초안을 작성한 뒤 이를 중앙에 제출하며 중앙기관은 이를 토대로 국가 전체의 무역계획을 작성해 내각의 비준을 받고 무역법 제30조(국가기관의 계획화방법)에는 해당 기관, 기업소, 단체는 예비숫자, 계획숫자를 밝힌 다음년도 무역계획 초안을 국가계획기관에 내야 한다.
국가계획기관은 국가적인 전략지표와 제한지표만 찍어 계획화하고 기타 지표는 수출입 액상으로 계획화하여야 하며 이 경우 내각의 비준을 받는다고 되어 있으며 이처럼 중앙이, 특히 국가계획위원회가 개별 무역단위로부터 제출 받은 무역계획을 취합ㆍ조정해 국가 전체의 무역계획을 작성하는 과정에서 △국가적인 전략지표와 제한지표 △기타 지표로 구분해서 진행하도록 명기되어 있다.
국가적인 전략지표와 제한지표는 국가계획위원회가 현물지표로 계획을 작성하고, 기타 지표는 국가계획위원회가 수출입 액상지표만으로 계획을 작성하며, 나머지는 해당 무역단위가 자율적으로 현물지표로 계획을 작성하도록 한다.
한편 무역계획 검토기준은 △수출품 생산 공장 보유 여부 △수출품 생산공장의 생산 능력 및 실적 △당 및 국가 정책과의 부합 여부 △환경 보호 등이다.
중앙은 해당 무역단위의 계획 달성 실적, 생산 능력 등을 판단의 준거로 삼고 실적에는 액상지표와 현물지표가 모두 포함되며 생산 능력의 경우 각 무역단위가 실제로 신청한 수출계획을 실행할 수 있는지를 검토하기 위해 해당 지표의 담당자들이 각 무역단위의 생산기지를 직접 방문하여 확인하기로 한다.
하지만 이 상태의 문서로는 무역품을 가지고 세관을 통과할 수 없으며 합의단위 또는 경유단위의 승인을 받아야 하고 승인은 해당 기관이 무역품 반출입신고서에 기관의 도장을 찍고 담당자의 친필 사인과 합의 일자를 적는 형식이다.
이 도장은 합의 도장이라고 불리며 어떤 합의단위의 승인을 받아야 하는지는 대외경제성에서 통보해주며 즉 기본적으로 대외경제성의 통제하에 있다.

### 무역회사 자금 조달 및 수출품 생산기지의 확보
원산의 갈마식료공장은 류경 무역회사가 수산물 수출품을 생산할 수 있도록 공장 일부 시설을 임대하는 대신 임대료를 받아 자체 생산에 필요한 원료와 설비를 보완하고 있다고 소식통은 전했다.
강원도 소식통은 이날 데일리 NK와의 통화에서 지방 경공업 공장들에서 무역회사에 생산시설 임대를 주고 자금을 의탁하는 방식으로 공장을 가동하고 있다고 말했으며 소식통은 이날 데일리 NK와의 통화에서 지방 경공업 공장들에서 무역 기관에 생산시설 임대를 주고 자금을 의탁하는 방식으로 공장을 가동하고 있다고 말했다.
혜산시 소식통은 양강도 일부 공장기업소들이 무역회사에 생산시설 임대를 주고 비생산 인력은 삼지연 건설장에 내보내고 있으며 무역회사와의 협력으로 어느 정도의 수익이 생기기 때문에 공장 입장에서는 잘 된 일이라고 볼 수 있다.
이어 그는 양강도 소재 백두산들쭉가공공장도 이런 기업소에 속하는데, 다른 기업소들에 비해 비생산 노력 없이 기존 노동자들도 일을 하고 있다며 중앙체계의 자재공급이 원활하지 않았던 때와 다르게 무역회사들은 현지에서 원료 확보를 할 수 있는 능력이 있다.
혜산시 소식통은 혜산시 제지공장과 버섯공장 등 일부 공장들에서 생산시설 임대를 한 것으로 알려졌다며 무역회사와 협력이 없는 기업들은 생산보다는 약초 채취 등으로 수익을 내려고 안간힘을 쓴다고 말했다.

### 무역 허가권의 임대 및 소득 분배권 과정
무역단위는 정치 위계제 내 지위에 따라 받을 수 있는 와크가 정해지고 정치 위계제 내 상부에 있는 단위는 수익성이 높은 품목을 다량으로 수출입할 수 있는 허가권을 받을 수 있지만, 위계제 내에서 하부에 있을수록 와크는 적어진다.
정치적으로 우위에 있는 단위들은 와크를 많이 받을 수 있으며 동시에 수출입원천확보능력도 갖추고 있으며 때문에 이 단위들은 자신의 수출입원천조달능력에 따라 제의서를 통해 와크를 추가로 확보하여 자체적으로 생산 및 교역을 할 수 있다.
위계상 낮은 단계에 있는 단위들은 수출입원천조달과 허가권 확보가 유기적으로 이뤄질 수 없는 구조에 있고 허가권의 임대는 상당히 다양한 경우에 발생할 수 있다.
중국 파트너와 결제 방식이 현금이 아니고 물품일 경우 그 물품을 수입해 와야 하는데, 수입 허가권이 없을 경우 허가권을 임대하는 경우도 있다.
무역회사의 사장 및 정치적 위계제 내 상부에 있는 간부들은 와크를 통해 국가에 바쳐야 하는 외화는 최소한으로 하고 대신 허가권이라는 경제활동권리를 가지고 개인적인 장사를 해서 이익을 최대화하고 싶어한다.
인센티브가 더 많이 주어지는 쪽으로 와크를 활용하게 되는데, 와크 임대가 그 방식이 되는 것이고 허가권이 일종의 사유물처럼 취급되는 현상도 나타난다.
국내 외화벌이 공장 지배인 출신 한 탈북자의 경험에는 원래는 소득의 70%를 납부하게 되어 있다고 하고 나머지 30%는 해당 공장이 자율적으로 처분하는데 주로 공장의 재생산에 쓰라는 것이며 다만 신설 공장에 대해서는 3년간 국가납부 과제를 부여하지 않는다. 
과도적 단계로 간주해, 공장 설립 후 3년이 지난 때부터 납부하기 시작하고 무역성 간부 출신 한 탈북자는 관세와 국가납부금을 다 합쳐서 이윤의 17 - 18% 정도가 무역회사의 국가납부금이었다.
한 때는 30%를 넘은 적도 있었는데 무역회사들이 김정은에게 문제 제기를 해서 낮추어준 적도 있고 내각 산하 어느 출판사 소속 소규모 무역회사 사장 출신이 이 경우 일종의 이중 납부에 해당한다.
설립 직후부터 각종 사회적 과제를 납부해야 하는데 나중에 계산해 보니 17.5% 이상이 되었고 그의 말에 따르면 2013년부터 2015년까지 3년 동안 출판사와 국가에 납부한 것, 사회적 과제와 정책과제로 납부한 것을 다 합치면 대략 7 - 8만 달러 정도 된다.
그런데 중앙 쪽으로 올라간 것이 출판사 쪽으로 나간 것보다 훨씬 많아서 중앙 쪽으로 4 - 5만 달러를 납부했다,

## 정보화 부문 개방 과정
2013년부터 조선민주주의인민공화국은 류경 스마트폰을 판매를 하기 시작하여 광명망으로 서비스를 하기 시작을 하였고 특히 데이터 서비스로 로동신문과 조선중앙통신에 들어갈 수 있도록 조치를 하여 놓았으며 특히 만방 동영상 서비스로 인하여 방송을 시청할 수 있도록 조치를 하였다.
특히 서비스 문물 개방 과정에도 소홀히 하지 않아서 2016년부터 만수대 TV를 케이블 TV로 전격 송출하여 UEFA 유로파리그나 혹은 동구권 영화들을 시청할 수 있도록 전격 조치를 하였다.
만수대 TV에서 직접 운영하는 사이트인 목란비디오에서 판권을 사들여서 미국 애니메이션 영화나 혹은 동구권 영화들을 DVD로 발매하여 판매를 하고 있다.
2016년에는 아예 스마트폰으로 목란비디오로 들어가서 안드로이드로 설치하여 위의 영화들을 볼 수 있도록 전격적으로 허용을 하였음을 알수가 있고 이를 파격적인 조치를 취하였고 단, 역시 그외의 영화들을 볼 수는 없다는 단점이 있다.
2018년에는 많은 주민들이 최근 살기 힘들다고 말은 하면서 적지 않은 돈이 드는 만수대 TV 설치에 극성이다면서 지역 우체국에서는 핀잔을 주었지만 이에 아랑곳하지 않았으며 외국 영화에 대한 인기가 날이 갈수록 높아지고 있다는 점을 당국도 알고 있다고 지적하고 이 같은 결정은 조선민주주의인민공화국 당국의 의도와는 달리 주민들의 외부 정보에 대한 호기심을 자극하는 방향으로 흘러갈 가능성도 있다.
더군다나 나의 길동무 앱 스토어를 통하여 현재 조선민주주의인민공화국의 금지되었던 외국 도서들까지 대부분 허용하여 구매할 시 구독할 수 있는 자유까지 주었고 이를 김흥광 대표가 밝혔다.
2015년 1월 들어서는 광명망의 개인 이용이 다시 허용되었다고 알려졌음을 알수가 있고 특히 그리하여 북한은 가정집에도 ADSL 모뎀 사용을 다시 허용했다.
아예 2017년 8월에는 김정은의 재가 하에 HSPA 모바일 인트라넷 서비스를 허용하여 HSPA USB Stick 판매를 허용하여 조선민주주의인민공화국 주민들에게 판매를 하였음을 알수가 있었고 이를 고려링크에서 인트라넷 서비스 이용자로 개통을 하였다.
현재는 조선민주주의인민공화국은 모바일 FPS 게임이 유명하여 스마트폰으로 다운로드 받아서 게임을 즐기고 있음을 알수가 있다는 것이고 특히 카운터 스트라이크와 같은 게임을 즐기고 있다.
더군다나 스포츠 게임이 유명하여 유로파리그 선수나 혹은 국가 대표팀을 직접 선택할 수 있는 권한을 주었음을 알수가 있고 특히 그래픽도 상당히 좋다.
2015년에는 온라인 쇼핑 사이트인 옥류가 처음으로 개관하여 처음으로 결제하는 시스템을 갖추게 되었음을 알수가 있고 대략 30개의 온라인 쇼핑 사이트가 생겼다.

## 대한민국의 평가
대한민국 내 일부 연구인들은 5.30 경제개혁조치가 조선민주주의인민공화국은 경제 성장에 상당한 영향을 주었음을 알 수 있다고 주장한다. 특히, 농업 생산량은 생산량 기준으로 500만 톤 이상을 유지를 하게 되었고 경제 성장률은 큰폭으로 올라갔음을 강조하였다.

### 경제 성장률 2년 연속 증가
정종욱 통일준비위원회 민간 부위원장이 김정은은 지난해 5.30 경제개혁조치 이후 경제적으로 꽤 괜찮은 성과를 보여주고 있다고 평가해 주목되고 있는데 7일자 중앙일보는, 6일에 서울에서 열린 미국의 CSIS 공동 주최의 포럼에 참여한 정 부위원장이 향후 몇 년 동안 경제 개혁 및 개방 조치를 계속할 것으로 본다며 이렇게 말했다고 전했다.
정 부위원장은 2015년 조선민주주의인민공화국의 경제 성장률은 7.5%로 예측된다고 밝히고 있음을 알수가 있고 조선민주주의인민공화국으로썬 핵 - 경제 병진 노선을 계속 추구할 여건도 마련돼 있고, 김정은에게 의지도 있다고 말했다.
이는 조선민주주의인민공화국의 핵 - 경제 병진 노선은 성공할 수 없다는 박근혜 대통령의 여러 차례 발언과는 결이 다른 표현이 전해져 내려오고 있다.
2016년 경제 성장률도 한국은행이 발표한대로 따르면 21일 발표한 2016년 조선민주주의인민공화국 경제성장률 추정 결과에서 지난해 북한 실질 GDP가 2015년보다 3.9% 증가했다고 밝혔다.
2015년과 2016년에 연속으로 7.5%와 3.9%로 증가한 것을 본다면 상당히 경제 성장률에서 승부를 보고 있다는 것으로 알려져 있으며 다만 2017년과 2018년에는 소폭 내려앉은 것으로 보아하니 후유증도 상당할 것이다.
유엔 무역 개발 회의는 지난 16일 발간한 세계 경제 상황과 전망 2020 보고서에서 북한의 2019년 실질 국내총생산이 1.8% 증가한 것으로 추산했으며 다행히 후유증이 가라앉았다.

### 중산층 형성
대한민국의 경제지인 《E경제뉴스》는 조선민주주의인민공화국의 내부 현금 보유액은 총 1,000억달러 정도인 것으로 조사되어 그 중 민간 부문에서는 430억달러, 정부 부문이 700억달러 정도 보유하고 있는 것으로 추정하였고 이중 100만 명이 대부분 3만 달러 이상을 보유하고 있는 돈주들로 이루어져 있다.
평양 외곽 지역까지 따지면 100만 명 보다도 훨씬 많을 가능성이 높고 특히 GDP 규모로 따지면 평양만 2,700달러가 넘는다는 것을 알 수 있다.

## 논란과 의혹

### 경쟁격화에 따른 수출단가 하락 및 수익성 악화[55]
새로운 대외무역 운영체계하에서 직접 무역을 할 수 있는 무역단위, 무역거래 당사자의 숫자는 상당히 늘어날 것으로 보이며 이에 따라 일부 분야에서는 무역단위 간 경쟁이 격화되고, 특히 수출단가가 하락해 결국 무역단위의 수익성이 악화될 우려가 존재한다.
무역단위가 새로 설립된다고 해도 이들은 기존에 대형 무역회사들, 특히 특권기관 산하 무역회사들이 보유하고 있던 수출 품목에서 ‘와크’를 신규 획득할 수 있을지 여부가 불투명하다. 
이들은 기존에 아무도 수출하지 않았던 새로운 수출 품목 또는 기존 수출 제품 가운데 특권기관 산하 무역회사들이 크게 관심을 기울이지 않았던 품목 중에서 와크를 획득할 가능성이 높다. 
약간의 예외는 있겠지만 대체로 대외무역의 위계제 구조하에서 하부에 속하는, 즉 상대적으로 보아 무역 주체의 수는 많고, 무역 규모도 크지 않고, 수익성도 그렇게 높지 않은 분야에서 무역활동을 전개할 가능성이 크다.
KOTRA의 무역통계에 따르면 북한 전체 무역에서 중국과의 무역이 90%를 넘고 있다는 점, 즉 북한에서 대외무역은 중국이라는 특정 국가에 지나치게 편중된 구조라는 점을 상기해야 하며 따라서 북한의 대중수출은 시장으로 보면 공급자는 다수이지만 수요자는 단 한 명인 일종의 수요 독점 상태인 것이다. 
물론 엄밀하게 따지면 중국의 수요자도 여러 명일 수 있지만 북한의 공급자가 워낙 많다고 하면 당연히 수요독점 상황이 발생한다. 
교역 조건에서 수요자보다 공급자가 불리하게 되고 실제로 북한의 대중수출에서 저가 수출, 출혈 수출의 문제는 오래전부터 지적된 바 있으며 이 문제는 이번의 제도 개편을 통해 북한의 수출업자가 증가한다면 수출단가의 추가적 하락, 이에 따른 무역단위의 수익성 악화는 불가피할 것이다. 

### 기업 투자재원 확충 유도 제도 변화 부족[56]
확대된 재정권이라는 명칭하에 기업에 투자 자금 조달 및 투자의 기능을 부여하고, 기업소의 자체 충당금 배분의 자율성을 부여하고 있지만 내부 자금의 배분 자율성만으로는 대부분의 기업에서 생산 능력 확충을 위한 자금을 조달하는 것도 불가능하다. 
공식적으로 기업의 자체자금으로 기본건설과 대보수 투자를 할 수 있게 하고, 이렇게 도입된 설비에 대해서 기업의 처분권을 인정한다는 것은 설비 투자와 관련해서도 현실이 제도로 인정된 측면이 있고, 이는 적지 않은 진전이라고 할 수 있다.
주민유휴화폐조달을 제도화한 것은 기업 자금 조달권에 관한 유일한 제도 변화라고 할 수 있으며 언급했듯이 이 제도는 공식적으로는 투자자금보다는 경상자금의 조달을 용이하게 하기 위한 것이다.
다만 적지 않은 기업이 돈주 등으로부터 자금을 조달하고 있으며, 이렇게 조달한 자금의 일부를 설비투자를 위해 사용하고, 반복적인 경상자금 대출과 투자 사이의 구분이 용이하지 않다는 점 등을 고려하면 비록 경상자금에 국한되지만 국영기업이 은행 이외의 외부로부터 자금을 조달하는 것을 공식적으로 허용한 제도 변화는 기업 자금 조달이라는 측면에서 적지 않은 진전인 것으로 평가할 수 있다. 
주민유휴화폐 조달을 은행이 매개하도록 하고 있는데, 이 역시 이미 은행이 하고 있는 기업 - 돈주 간 자금 중개 기능을 제도화한 것이고 조선중앙은행 지점이 상업은행 기능을 수행할 수 있는 여지를 확대한 것으로 볼 수 있다.

### 대한민국 내 보수 언론의 사회주의 계획 경제 쇠퇴 주장
국가정보원 산하 국가안보전략연구원 임수호 책임연구위원은 이에 따라 조선민주주의인민공화국은 생산수단 사유화를 제한적으로나마 인정하고 있으며 특히 기업들의 의무 달성 목표를 설정하는 과정에서 기업들이 자율적으로 가격을 결정할 수 있는 기업소 지표도 확대했으며 특히 농지의 돈을 주고 1년 임대도 가능하다.
2019년 임수호 책임연구위원은 조선민주주의인민공화국이 사회주의 시장 경제의 초입에 진입한 것으로 평가할 수 있다며 향후 개혁 성과에 따라 중국식이나 베트남식 개혁 모델을 따라 사회주의 시장경제 개혁을 심화시켜나갈 것으로 전망했다.
2011년 조선민주주의인민공화국은 김정은이 밝혔다시피 김정일이 살아있을 때 후계자였던 김정은은 새로운 중국식 경제개혁 준비를 2011년 8월부터 12월까지 조선로동당 조직지도부와 대외 경제 부서의 과장급 혹은 부원들을 파견보내어 중국식 경제개혁 사업을 지시하였다.
이때 12월 14일 연구 결론은 생산 공장 및 서비스 업종에 대하여 임대정책을 기본으로 내세우는 작업을 하기로 결론을 내렸고 2012년 4월에 경제개혁을 시행을 하려고 하였다.
문재인 대통령은 조선민주주의인민공화국도 시장 경제의 도입이 이뤄지고 있다고 강조했으며 김정은이 단행한 각종 경제개혁조치가 더해진 결과라는 게 많은 탈북자와 전문가의 분석이 더해졌다.
김영환 준비하는 미래 대표는 26일 명동 유네스코 회관에 열린 개발과 인권, 인권을 위한 북한 경제개발 전략 모색 세미나에서 사회주의의 3가지 기둥이라 할 수 있는 계획경제와 배급, 프롤레타리아 독재, 국유제가 사실상 붕괴됐다고 말했으며 조선민주주의인민공화국에서 사회주의적 요소는 상당히 힘이 약해졌다고 주장했다.
김영환 대표는 이어 김정일이 이미 여러 차례 사회주의로의 복귀할 수 없다는 것을 깨닫고 포기한 바 있어 아버지의 실패를 경험한 김정은이 그런 어리석은 선택을 할 가능성도 별로 없다고 분석했다.
그러면서 그는 포전담당책임제로 대표되는 농업개혁, 종합시장 확대를 중심으로 한 시장보호정책, 또한 자영업과 소기업 자유화 확대 등을 북한 개혁개방의 현재 수준이라고 제시하면서 지난 7 - 8년 동안의 북한의 정책에서 개혁개방의 진정성이 매우 높다고 말했다.
정은이 통일연구원 부연구위원은 포전담당책임제는 기존 제도와 비교해 보면 개인의 자율권이 상당 부분 인정받았다는 점에서 농업 생산성을 증대시킬 여지가 적지 않다며 실제로 최근 조선민주주의인민공화국의 농업생산량은 증대됐다는 정황이 발견되고 있다고 말했다.